# Сліпі-Голлоу (округ Марін, Каліфорнія)
Сліпі-Голлоу (англ. Sleepy Hollow) — переписна місцевість (CDP) в США, в окрузі Марін штату Каліфорнія. Населення — 2401 особа (2020).

## Географія
Сліпі-Голлоу розташоване за координатами 38°0′43″ пн. ш. 122°35′15″ зх. д. / 38.01194° пн. ш. 122.58750° зх. д. (38.012036, -122.587605).  За даними Бюро перепису населення США в 2010 році переписна місцевість мала площу 7,74 км², уся площа — суходіл.

## Демографія
Згідно з переписом 2010 року, у переписній місцевості мешкали 2384 особи в 831 домогосподарстві у складі 660 родин. Густота населення становила 308 осіб/км².  Було 866 помешкань (112/км²).
Расовий склад населення:
| - 90,6 % — білих - 4,7 % — азіатів - 0,6 % — чорних або афроамериканців - 0,4 % — корінних американців - 0,3 % — вихідців з тихоокеанських островів |

До двох чи більше рас належало 3,0 %. Частка іспаномовних становила 2,9 % від усіх жителів.
За віковим діапазоном населення розподілялося таким чином: 26,8 % — особи молодші 18 років, 56,2 % — особи у віці 18—64 років, 17,0 % — особи у віці 65 років та старші. Медіана віку мешканця становила 48,1 року. На 100 осіб жіночої статі у переписній місцевості припадало 94,5 чоловіків;  на 100 жінок у віці від 18 років та старших — 90,9 чоловіків також старших 18 років.
За межею бідності перебувало 4,3 % осіб, у тому числі 0,0 % дітей у віці до 18 років та 6,3 % осіб у віці 65 років та старших.
Цивільне працевлаштоване населення становило 1191 осіб. Основні галузі зайнятості: освіта, охорона здоров'я та соціальна допомога — 33,2 %, науковці, спеціалісти, менеджери — 20,2 %, фінанси, страхування та нерухомість — 14,4 %.